# Rio intermitente

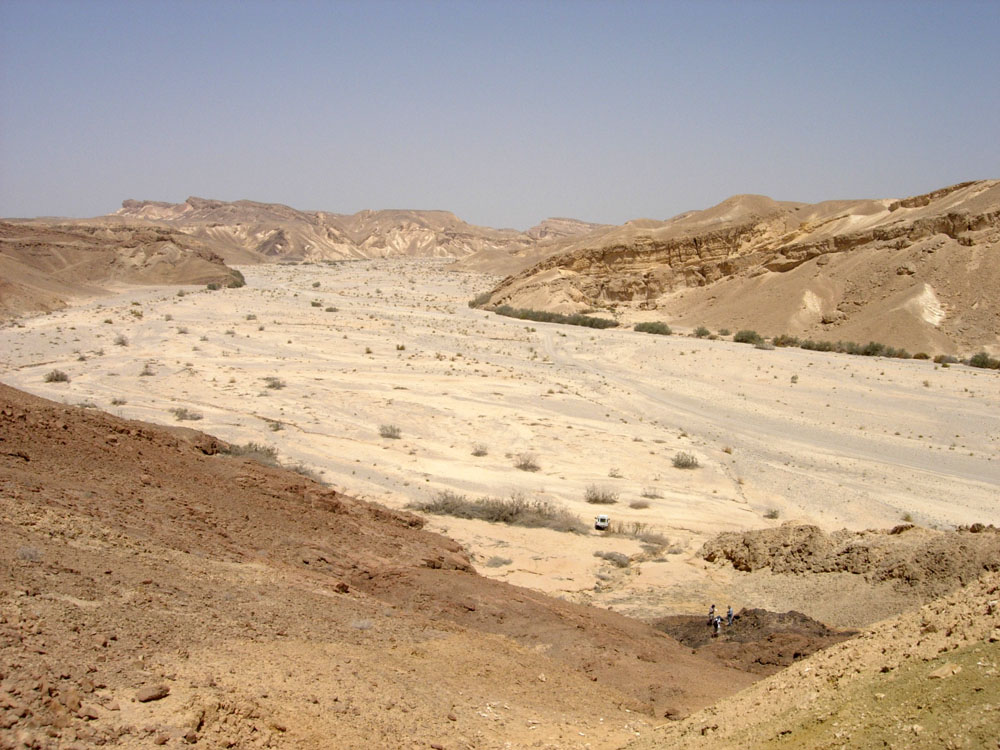
Um leito seco de rio em uma região árida, no caso, o Uadi "En Nachal Paran",no Deserto do Negev, Israel.

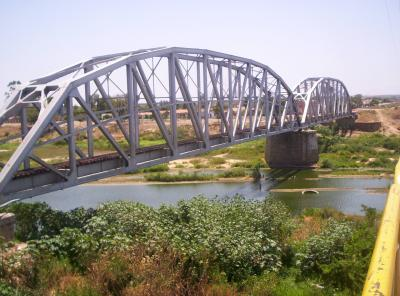
Ponte sobre o rio Jaguaribe em Iguatu. O rio Jaguaribe é um dos maiores rios intermitentes do Brasil

Rio intermitente ou temporário é aquele que durante o período das chuvas (ou "cheias"), apresenta água em seu curso e durante o período de estiagem (ou "secas") desaparece temporariamente. A alimentação desses rios é o escoamento superficial e subsuperficial da água das chuvas. Seu desaparecimento temporário no período de seca se dá porque o lençol freático se torna mais baixo do que o nível do canal do rio, cessando sua alimentação.
Nos países árabes os rios intermitentes são conhecidos como Uádis.
Alguns países usam rios maiores para fazerem transposições nas épocas das secas, para esse rios intermitentes. As transposições do rio São Francisco no Brasil e do rio Yang Tsé na China são obras que buscam resolver o problema de carência hídrica.[carece de fontes?]